# 岐阜県県民ふれあい会館
岐阜県県民ふれあい会館（ぎふけんけんみんふれあいかいかん）は、岐阜県岐阜市にある岐阜県の公共施設。指定管理者制度に基づき「ふれあいファシリティズ」が2012年（平成24年）4月から管理・運営を行っている。
ネーミングライツの導入により、2017年（平成29年）4月1日から、愛称を「OKBふれあい会館」としている（後述）。

## 概況
1993年（平成5年）10月29日竣工。敷地面積は20,641.67m2で、岐阜県庁舎の西方約500mに所在する。“県民のふれあいと交流の促進を図ること、および県民文化の発展に寄与すること”を目的とする。
県民の交流、情報、文化、生涯学習・研修、行政サービス・相談の5つの機能を持つ複合施設として、シンクタンク庁舎西側県有地に建設され、円形プラザを中心として、デッキ、アトリウム、各棟を同心円状に配置し、第1期計画として全体の2分の1に相当する西側ゾーンを整備した。なお、シンクタンク庁舎がある敷地東側へ同心円状に建物を構築する第2期計画が存在した。
第1棟は地上14階・塔屋1階の建物で、延床面積22,486m2。第2棟は地上9階・塔屋1階の建物で、延床面積11,171.93m2。ホール棟は地上4階の建物で、延床面積5,731.08m2。デッキは地上2階レベルの人工地盤で、延床面積1,771.82m2。プラザ（広場）を中心に北西から南に第1棟、第2棟、ホール棟を半円状に配置し、デッキおよび3層吹き抜けのアトリウムでこれら施設を一体的に繋いでいるため、外観上は1つの建物に見える。
2012年（平成24年）12月に、岐阜県の旧岐阜総合庁舎の解体（解体時期は2013年（平成25年）3月）に伴い、岐阜県における岐阜地域（岐阜市、羽島市、各務原市、山県市、瑞穂市、本巣市、羽島郡岐南町、笠松町、本巣郡北方町）を管轄する行政機関の一部が移転している。

## 沿革
- 1988年（昭和63年）：複合行政センター地区構想調査研究委員会が県民ふれあい会館建築構想を提言
- 1991年（平成3年）10月：着工
- 1993年（平成5年）10月29日：竣工
- 1994年（平成6年）
  - 1月：部分オープン
  - 4月：全面オープン。財団法人岐阜県県民ふれあい会館に管理委託[5]。
- 2006年（平成18年）4月：「ふれあいFNS共同体」を指定管理者に指定。指定期間：2006年（平成18年）4月1日から2011年（平成23年）3月31日まで[6]。
- 2011年（平成23年）
  - 4月：「県民ふれあい会館DN運営共同体」を指定管理者に指定。指定期間：2011年（平成23年）4月1日から2016年（平成28年）3月31日まで[7]。
  - 4月：財団法人田口福寿会が命名権を取得して、愛称を「ふれあい福寿会館」とする[8]（2017年（平成29年）3月31日まで）。
  - 12月：「県民ふれあい会館DN運営共同体」に対し、2012年（平成24年）3月31日をもって指定管理者の指定を取り消す[9]。
- 2012年（平成24年）4月：「ふれあいファシリティズ」を指定管理者に指定。指定期間：2012年（平成24年）4月1日から2017年（平成29年）3月31日まで[10]。
- 2017年（平成29年）
  - 1月：「ふれあいファシリティズ」を指定管理者に指定。指定期間：2017年（平成29年）4月1日から2022年（令和4年）3月31日まで[11]。
  - 4月：大垣共立銀行が命名権を取得して、愛称を「OKBふれあい会館」とする[12]。
- 2022年（令和4年）1月：「ふれあいファシリティズ」を指定管理者に指定。指定期間：2022年（令和4年）4月1日から2027年（令和9年）3月31日まで[13]。

## 施設概要
- 敷地面積：20,641.67 m2[1]
- 建築面積：8,392.85 m2[1]

| 施設       | 延床面積  | 施設の構造                   | 階数                          |
| ---------- | --------- | ---------------------------- | ----------------------------- |
| 第1棟      | 22,486 m2 | 鉄骨・鉄骨鉄筋コンクリート造 | 地上14階・塔屋1階             |
| 第2棟      | 11,171 m2 | 鉄骨・鉄骨鉄筋コンクリート造 | 地上9階・塔屋1階              |
| ホール棟   | 5,731 m2  | 鉄筋コンクリート造           | 地上4階                       |
| デッキ     | 1,771 m2  | 鉄筋コンクリート造           | 地上2階レベルの人工地盤等     |
| ゴミ置場   | 24 m2     | 鉄筋コンクリート造           | 地上1階                       |
| 通路       | 377 m2    | 鉄骨造                       | 地上1階                       |
| 自動車車庫 | 148 m2    | 鉄骨造                       | 地上1階（太陽光発電設備併設） |
| 計         | 41,708 m2 |                              |                               |

### 第1棟
- 会議室（大会議室、中会議室、小会議室）
- 展望レセプションルーム
- 県行政窓口（岐阜県旅券センター、岐阜県県民生活相談センター）
- 岐阜県の行政機関（岐阜県税事務所、岐阜保健所本巣・山県センター、岐阜農林事務所、岐阜土木事務所、岐阜駅周辺鉄道高架工事事務所、出納管理課地域出納審査係）
- 各種団体（係岐阜県市長会、岐阜県町村会、岐阜県市町村職員共済組合、公益財団法人岐阜県市町村振興協会ぎふNPO生涯学習プラザ（NPO法人ぎふNPOセンター）、岐阜県聴覚障害者情報センター、一般社団法人岐阜県聴覚障害者協会、独立行政法人日本貿易振興機構（ジェトロ）ジェトロ岐阜、公益社団法人岐阜県看護協会、岐阜県ナースセンター、岐阜県信用保証協会、保証協債権回収株式会社岐阜県営業所、岐阜県商工会連合会、岐阜県県商店街振興組合連合会岐阜県中小企業団体中央会、公益財団法人岐阜県産業振興支援センター、各種情報提供サロン）
- 売店
- 十六銀行県民ふれあい会館出張所
- 大垣共立銀行県民ふれあい会館出張所
- Kouzo Gifu
- カフェ・ピッコロ

### 第2棟
- 研修施設（岐阜県職員研修所、公益財団法人岐阜県市町村振興協会市町村職員研修センター、研修室）
- 生涯学習拠点（ぎふNPO生涯学習プラザ、放送大学岐阜学習センター、音楽療法研究所）
- 岐阜県関係施設（女性の活躍支援センター、男女共同参画プラザ、ひとり親家庭等就業・自立支援センター）
- 各種団体（岐阜県私立中学高等学校協会、一般社団法人岐阜県私学振興会、一般社団法人私学教職員退職金社団、一般社団法人岐阜県私立幼稚園連合会、岐阜県専修学校・各種学校連合会、一般財団法人岐阜県地域女性団体協議会、日本ボーイスカウト岐阜県連盟、一般財団法人日本ボーイスカウト岐阜県連盟育成会）
- 各種資料室

### ホール棟
サラマンカホール
収容人数708人の本格的な中規模音楽ホール。形状はシューボックス型でホール内のどこに居ても音響バランスが良く、全国トップクラスの音響特性を備えている。ルネサンス調のデザインを施した内装は木材を多用している。正面には日本初のスペイン様式のパイプオルガン（オルガン建造家、辻宏が作製したスペイン様式のオルガンを組み入れたコンサートオルガン）を設置。ホールの名称は、辻宏が修復した「鳴らずのオルガン」が存在するスペイン・カスティーリャ・イ・レオン州サラマンカ県の県都サラマンカに由来する。

## 命名権
岐阜県はかねてから当施設へのネーミングライツ・パートナー（命名権者）を公募していたが、財団法人田口福寿会（大垣市田口町1番地）が権利を取得したことにより、2011年（平成23年）4月から「ふれあい福寿会館」の愛称が用いられた。2014年（平成26年）2月にネーミングライツ契約を更新し、2017年（平成29年）3月末までの権利となった。
2017年（平成29年）には契約終了に伴う公募が行われ、大垣共立銀行が命名権を取得。愛称を「OKBふれあい会館」として、同年4月1日以降から3年間の契約が結ばれた。2020年（令和2年）3月には契約年数を5年間に改めた上で更新し、2025年（令和7年）3月末までの権利となった。2025年（令和7年）3月にネーミングライツ契約を更新し、2030年（令和12年）3月末までの権利となった。

## アクセス

### 道路
- 国道21号「下薮田」「薮田南5」交差点より南へ。
- 名神高速道路 岐阜羽島インターチェンジより車で約20分。
- 東海北陸自動車道 岐阜各務原インターチェンジより車で約30分。
- 東海環状自動車道 岐阜インターチェンジより車で約25分。

### 公共交通機関
岐阜バス
名鉄岐阜駅（1番のりば）または、JR岐阜駅（5番のりば）から「OKBふれあい会館」行きに乗車、「OKBふれあい会館」バス停で下車。
西ぎふ・くるくるバス
JR西岐阜駅（南口）から乗車。「県民ふれあい会館前」で下車。
JR線
- JR東海道本線 西岐阜駅から南へ徒歩で約25分。
- JR東海道新幹線 岐阜羽島駅から車で約20分。